# Maria Nichiforov
Maria Nichiforov, född den 9 april 1951, död den 24 juni 2022, var en rumänsk kanotist.
Hon tog OS-brons i K-2 500 meter i samband med de olympiska kanottävlingarna 1972 i München.